# Kiarov
Kiarov es un municipio del distrito de Veľký Krtíš en la región de Banská Bystrica, Eslovaquia, con una población estimada a final del año 2024 de 255 habitantes.
Se encuentra ubicado al suroeste de la región, en la cuenca hidrográfica del río Ipoly —un afluente izquierdo del Danubio— y cerca de la frontera con la región de Nitra y con Hungría.

## Demografía
| Año        | 1994 | 2004    | 2014    | 2024     |
| ---------- | ---- | ------- | ------- | -------- |
| Población  | 350  | 320     | 317     | 255      |
| Diferencia |      | −8,57 % | −0,93 % | −19,55 % |

| Año        | 2023 | 2024    |
| ---------- | ---- | ------- |
| Población  | 257  | 255     |
| Diferencia |      | −0,77 % |